# Al-Yarmouk FC Amman
L'Al-Yarmouk FC Amman (àrab: نادي اليرموك الرياضي, Nādī al-Yarmūk ar-Riyāḍī, ‘Club Esportiu al-Yarmuk’) és un club jordà de futbol de la ciutat d'Amman.
Va ser fundat l'any 1967.

## Palmarès
- Escut jordà de futbol:[7]

2006